# Gypsonoma obraztsovi
Gypsonoma obraztsovi (лат.) — вид бабочек-листовёрток рода Gypsonoma из подсемейства Olethreutinae.

## Распространение
Евразия, Румыния, Малая Азия, Иран, юг Европейской части бывшего СССР, Кавказ, Закавказье, Таджикистан.

## Описание
Размах крыльев около 1 см. Основная окраска землистая. Длина переднего крыла около 5 мм. Рисунок крыльев самки похож на рисунок крыльев самца. В гениталиях самки генитальная пластинка имеет округлые края и неглубокую выемку на дистальном крае. Стеригма более или менее эллипсоидная, со склеротизованным кольцом вокруг остиума, несущим доли с обеих сторон. Гусеницы развиваются на иве (Salix) и тополе (Populus), в почках и свернутых листьях

## Таксономия
Вид был впервые описан в 1959 году немецким энтомологом Гансом Георгом Амселем (Hans Georg Amsel; 1905—1999) по материалам из Ирана и назван в честь советского и американского энтомолога Николая Сергеевича Образцова. Валидность видового статуса была подтверждена в 2013 году.